# Masdevallia manta
Masdevallia manta là một loài thực vật có hoa trong họ Lan. Loài này được Königer & Sijm mô tả khoa học đầu tiên năm 2000.